# Charyzjusz
Charyzjusz – imię męskie pochodzące od przydomka św. Marcina Charity.
Charyzjusz imieniny obchodzi 16 kwietnia.